# وورتسوایلر
وورتسوایلر (به آلمانی: Würzweiler) یک شهر در آلمان است که در دنرسبرگکرایس واقع شده‌است. وورتسوایلر ۲۰۵ نفر جمعیت دارد.